# الجاذبية الموترية-المتجهية-القياسية
الجاذبية الموترية-المتجهية-القياسية بالإنجليزية:( Tensor–vector–scalar gravity) إختصاراً: ( TeVeS )،  التي طورها جاكوب بيكينستين في عام 2004، هي تعميم نسبي لنموذج ديناميكيات نيوتن المعدلة (MOND) لموردهاي ميلجروم .
يمكن تلخيص الميزات الرئيسية لـ الجاذبية الموترية-المتجهية-القياسية على النحو التالي:
- نظرًا لأنه مشتق من مبدأ الفعل ، فإن الجاذبية الموترية-المتجهية-القياسية تحترم قوانين الحفاظ ؛
- في التقريب الضعيف للمجال للحل الثابت المتماثل كرويًا، تعيد الجاذبية الموترية-المتجهية-القياسية إنتاج صيغة تسارع MOND؛
- يتجنب نموذج الجاذبية الموترية-المتجهية-القياسية مشاكل المحاولات السابقة لتعميم MOND، مثل الانتشار الأسرع من الضوء ؛
- وبما أنها نظرية نسبية فإنها قادرة على استيعاب العدسات الجاذبية .

تعتمد النظرية على المكونات التالية:
- حقل متجه الوحدة؛
- حقل قياسي ديناميكي؛
- حقل قياسي غير ديناميكي؛
- مسألة لاغرانجية تم إنشاؤها باستخدام مقياس بديل؛
- دالة بلا أبعاد تعسفية.

يتم دمج هذه المكونات في كثافة لاغرانجية نسبية، والتي تشكل أساس نظرية الجاذبية الموترية-المتجهية-القياسية.